# Modos de controle de voo

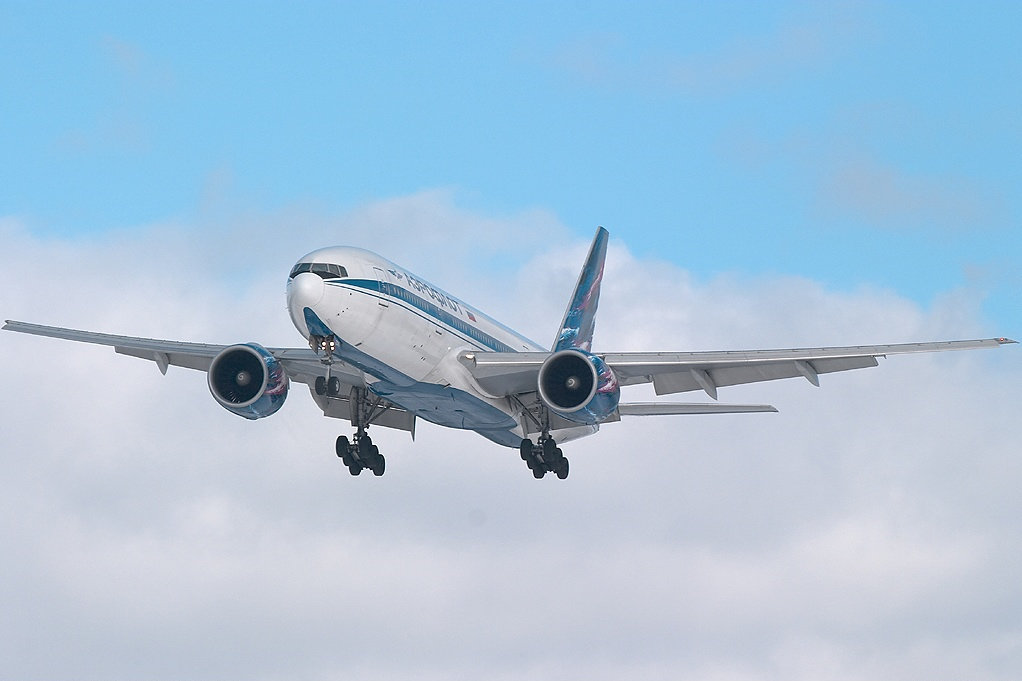
Projetos de aeronaves modernas como o Boeing 777 contam com sofisticados computadores de voo para ajudar e proteger a aeronave. Estes são governados por leis computacionais que atribuem modos de controle durante o vôo

Um modo de controle de voo ou lei de controle de voo é um algoritmo de software que transforma o movimento do manche ou joystick feito por um piloto de aeronave em movimento nas superfícies de controle da aeronave. Os movimentos das superfícies de controles dependem de qual lei de controle de voo está ativada. Nas aeronaves em que o sistema de controle de voo é fly-by-wire, os movimentos que o piloto faz no manche ou joystick na cabine para controlar o voo são convertidos em sinais eletrônicos, que são transmitidos aos computadores de controle de voo e que determinam como mover cada superfície de controle para fornecer o movimento que o piloto ordenou.
Uma diminuição do controle eletrônico de voo pode ser causada pela falha de um dispositivo computacional, como um computador de controle de voo ou um dispositivo de fornecimento de informações, como o ADIRU.Algumas fabricantes de aeronaves produzem aeronaves comerciais de passageiros com computadores de voo primários que podem funcionar sob diferentes modos de controle de voo (ou leis). Os mais conhecidos são as leis normais, alternativas, diretas e o controle mecânico alternado do Airbus A320 - A380.
O sistema fly-by-wire da Boeing é usado no Boeing 777, Boeing 787 e Boeing 747-8.
Essas aeronaves mais novas usam sistemas de controle eletrônico para aumentar a segurança e o desempenho, ao mesmo tempo em que economizam o peso da aeronave. Esses sistemas eletrônicos são mais leves do que os sistemas mecânicos antigos e também podem proteger a aeronave de situações de sobrecarga, permitindo que os projetistas reduzam os componentes com excesso de engenharia, o que reduz ainda mais o peso da aeronave. 

## Leis de controle de voo (Airbus)

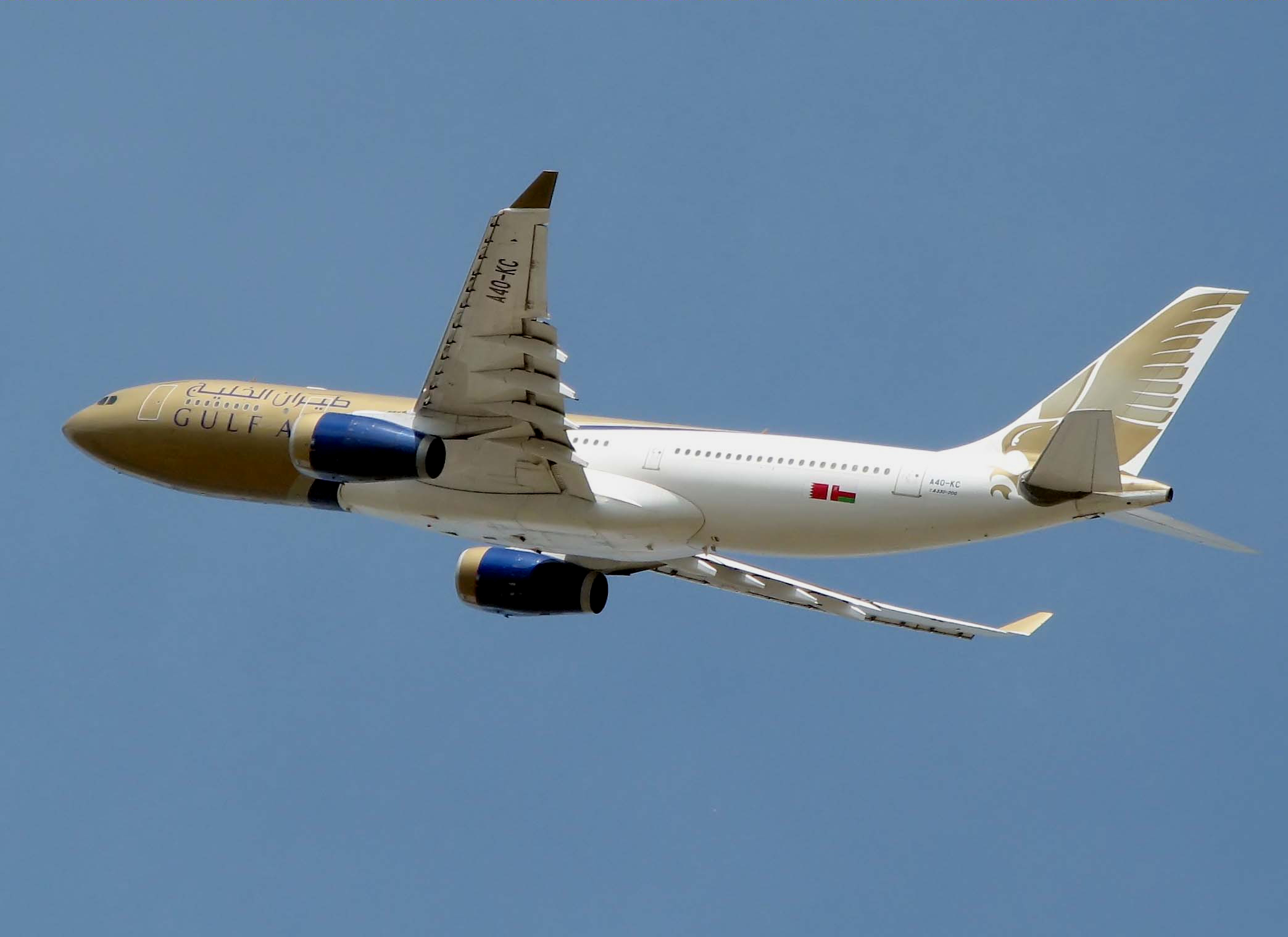
A330-200 em voo

Os projetos das aeronaves Airbus após o A300 / A310 são quase totalmente controlados por equipamentos fly-by-wire. Essas aeronaves mais novas, incluindo A320, A330, A340, A350 e A380 operam sob as leis de controle de voo da Airbus. Os controles de voo do Airbus A330, por exemplo, são todos eletrônicos e ativados hidraulicamente. Algumas superfícies, como o leme, também podem ser controladas mecanicamente. Em voo normal, os computadores atuam para evitar forças excessivas na arfagem e rolagem.

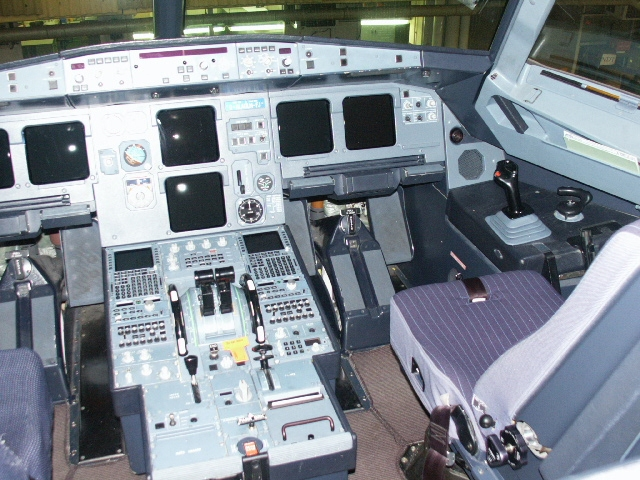
Cabine do Airbus A321

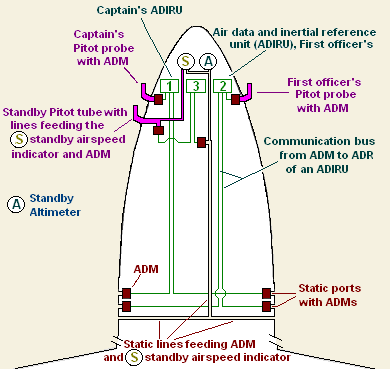
Ilustração do sistema de referência de dados aéreos no Airbus A330

Existem quatro leis de controle de voo nomeadas, no entanto, a lei alternativa consiste em dois modos, a lei alternativa 1 e a lei alternativa 2. Cada um desses modos tem diferentes categorias: modo em solo, modo em voo e modo flare, além de um controle mecânico de reserva.

### Lei normal
A lei normal difere dependendo do estágio do voo. Esses estágios incluem: 
- Estacionário no portão
- Taxiando do portão para uma pista ou de uma pista de volta para o portão
- Começando a corrida de decolagem
- Subida inicial
- Subida e voo de cruzeiro em altitude
- Descida final, arredondamento e pouso.

Durante a passagem da decolagem para o cruzeiro, há uma transição de 5 segundos, da descida para o arredondamento há uma transição de dois segundos e do arredondamento para o solo há outra transição de 2 segundos na lei normal.

#### Modo em solo
A aeronave se comporta como no modo direto: o recurso de compensador automático é desligado e há uma resposta direta dos profundores aos comandos do sidestick. O estabilizador horizontal fica definido para 4º para cima, mas as configurações manuais (por exemplo, o centro de gravidade) substituem essa configuração. Depois que as rodas deixam o solo, ocorre uma transição de 5 segundos onde o modo em voo normal assume o lugar do modo em solo.

#### Modo em voo
O modo em voo da lei normal fornece cinco tipos de proteção: atitude, limitações de fator de carga, alta velocidade, AOA alto e ângulo de inclinação. O modo em voo fica ativado desde a decolagem até pouco antes da aeronave pousar, cerca de 100 pés acima do nível do solo. Ele pode ser perdido prematuramente como resultado de comandos do piloto ou falhas do sistema. A perda da lei normal como resultado de uma falha do sistema resulta na lei alternativa 1 ou 2.
Ao contrário de controles convencionais, na lei normal o movimento vertical do sidestick corresponde a um fator de carga proporcional à deflexão do stick independente da velocidade da aeronave. Quando o manche está neutro e o fator de carga é de 1g, a aeronave permanece em voo nivelado sem que o piloto altere o ajuste do profundor. O movimento lateral do sidestick comanda uma taxa de rolagem e a aeronave mantém um ângulo de inclinação adequado uma vez que uma curva tenha sido estabelecida, até 33° de inclinação. O sistema evita mais compensação quando o ângulo de ataque é excessivo, o fator de carga excede 1,3g ou quando o ângulo de inclinação excede 33 °. 
A proteção alfa (α-Prot) evita travamentos e protege contra os efeitos do vento. A proteção é ativada quando o ângulo de ataque está entre α-Prot e α-Max e limita o ângulo de ataque comandado pelo sidestick do piloto ou, se o piloto automático estiver ativado, ele desativa o piloto automático. 
A proteção de alta velocidade se recupera automaticamente de uma velocidade excessiva. Existem duas limitações de velocidade para aeronaves de alta altitude: a V MO (velocidade operacional máxima) e M MO (Mach operacional máximo). As duas velocidades são iguais a aproximadamente 31.000 pés, abaixo da qual a velocidade excessiva é determinada por V MO e acima da qual por M MO. 

#### Modo flare

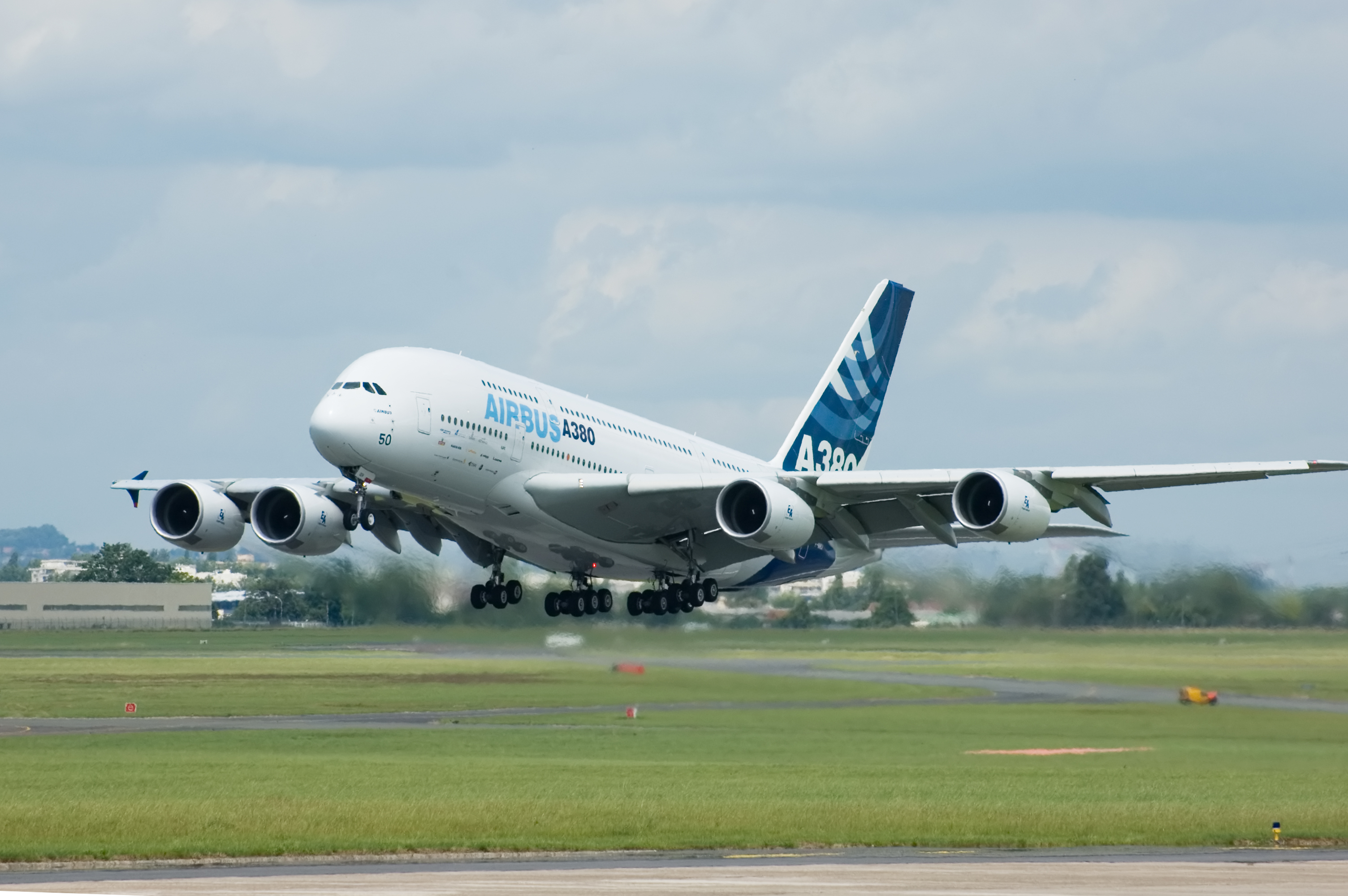
A380 em decolagem

Este modo é ativado automaticamente quando o rádio altímetro  indica 100 pés acima do solo. A 50 pés, a aeronave levanta ligeiramente o nariz. Durante o flare de pouso, a lei normal fornece proteção de ângulo de ataque elevado e proteção de ângulo de inclinação. O fator de carga pode ser de 2,5g a -1g ou 2,0g a 0g quando os slats estão estendidos. A atitude de inclinação é limitada de −15 ° a + 30 °, e o limite superior é reduzido para + 25° conforme a aeronave desacelera.

### Lei alternativa
Existem quatro modos de reconfiguração para a aeronave fly-by-wire da Airbus: lei alternativa 1, lei alternativa 2, lei direta e lei mecânica. O modo de solo e os modos de flare para a lei alternativa são idênticos aos modos para lei normal.
O modo de lei alternativa 1 (ALT1) combina um modo lateral de lei normal com o fator de carga e proteções de ângulo de inclinação são mantidas. A proteção de ângulo de ataque elevado pode ser perdida e a proteção de baixa velocidade (estol em voo nivelado) é perdida. As proteções de alta velocidade e ângulo de ataque elevado entram no modo de lei alternativa.
ALT1 pode ser ativado se houver falhas no estabilizador horizontal, no profundor, no acionamento do amortecedor de guinadas (yaw damper), no sensor de slat ou flap, ou uma única falha de referência de dados de ar.
A lei alternativa 2 (ALT2) perde o modo lateral da lei normal (substituído pelo modo direto de rolagem e modo alternado de guinada) junto com a proteção de atitude, proteção de ângulo de inclinação e proteção de baixa velocidade. A proteção do fator de carga é mantida. As proteções de ângulo de ataque elevado e e de alta velocidade são mantidas, a menos que o motivo do acionamento do modo de lei alternativa 2 seja a falha de duas referências de dados de voo ou se as duas referências de dados de voo restantes discordarem.
O modo ALT2 é ativado quando 2 motores apagam (em aeronaves bimotor), falhas em duas referências de dados inerciais ou de voo, com a perda do piloto automático, exceto em caso de desacordo entre os sistemas de referências de dados de voo. Este modo também pode ser ativado com uma falha de todos os spoilers, falha de alguns ailerons ou falha dos transdutores do pedal.

### Lei direta
A lei direta (DIR) introduz uma relação direta de sidestick para o a superfície de controle: O movimento da superfície de controle está diretamente relacionado ao movimento do sidestick e do pedal do leme. O estabilizador horizontal só pode ser controlado pela roda de compensação manual. Todas as proteções são perdidas e a deflexão máxima dos profundores é limitada para cada configuração em função do atual centro de gravidade da aeronave. O objetivo é criar um meio-termo entre um controle de atitude adequado com um centro de gravidade frontal e o controle não muito sensível com um centro de gravidade traseiro.
A lei direta (DIR) é ativada se houver falha de três unidades de referência inercial ou dos computadores de voo primários, falhas em dois profundores ou falha em dois motores (em uma aeronave de dois motores) quando o computador de voo primário do comandante também estiver inoperante.

### Controle mecânico
No modo backup de controle mecânico, a inclinação é controlada pelo sistema de compensadores mecânicos e a direção lateral é controlada pelos pedais do leme, que operam mecanicamente.

## Sistema de controle de voo primário do Boeing 777

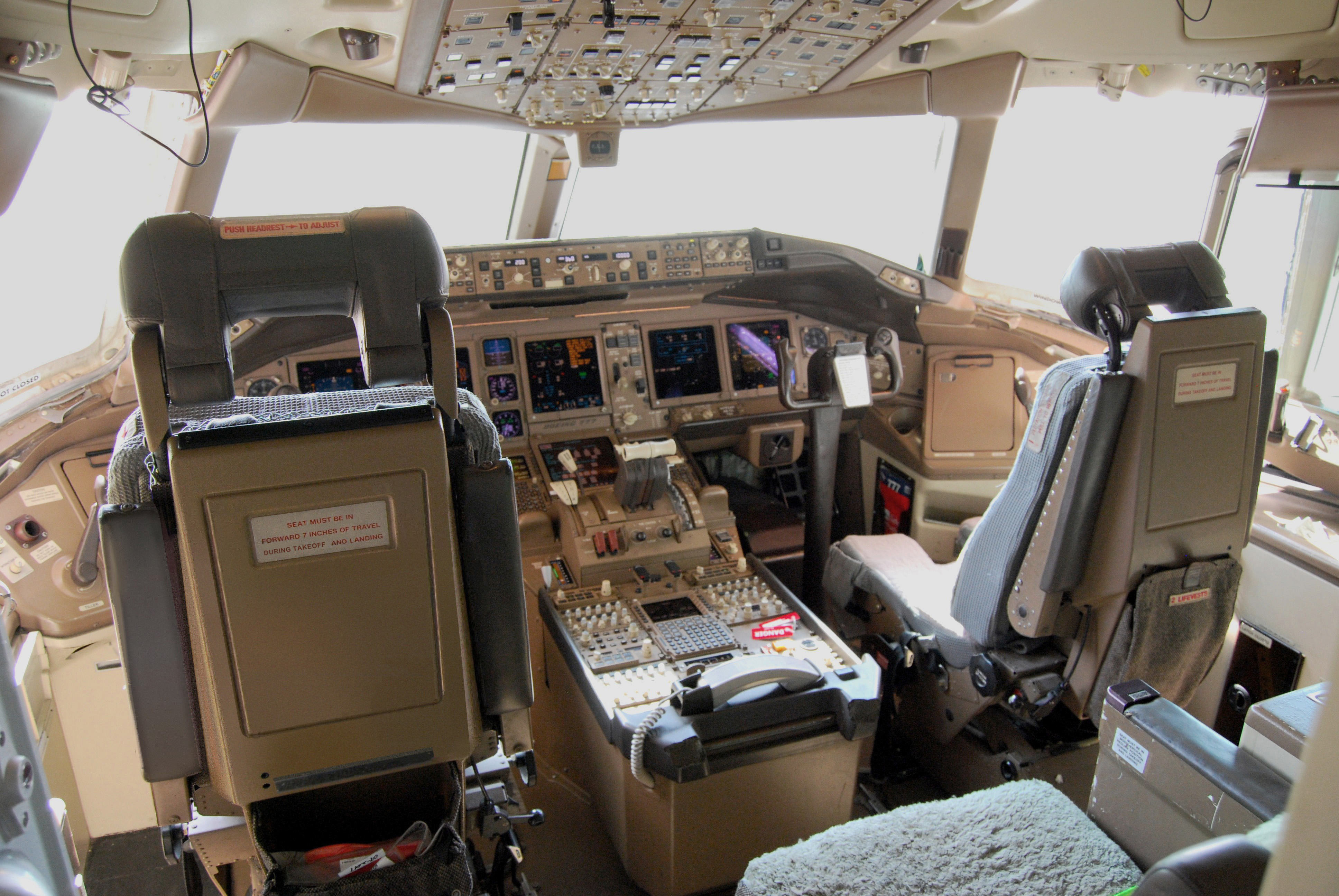
O cockpit do 777 é semelhante ao do 747-400, um controle fly-by-wire que simula o controle mecânico

O sistema de controle de voo eletrônico fly-by-wire do Boeing 777 é diferente do Airbus. O princípio do projeto é fornecer um sistema que responda de forma semelhante a um sistema controlado mecanicamente. Como o sistema é controlado eletronicamente, o sistema de controle de voo pode fornecer proteção de envelope de voo.
O sistema eletrônico é subdividido em dois níveis, os quatro atuadores eletrônicos de controle (ACE) e os três computadores de voo primários (PFC). Os ACEs controlam os atuadores (desde aqueles nos controles piloto até os controles de superfície e o PFC). O papel do PFC é calcular as leis de controle e fornecer forças de feedback, informações ao piloto e avisos.

### Proteções e melhoramentos padrão
O sistema de controle de voo do 777 é projetado para restringir a autoridade de controle além de um certo alcance, aumentando a contrapressão assim que o limite desejado for alcançado. Isso é feito por meio de atuadores de backdrive controlados eletronicamente (controlados pelo ACE). As proteções e aumentos são: proteção do ângulo de inclinação, compensador de curva, proteção de perda de velocidade, proteção contra excesso de velocidade, controle de inclinação, aumento de estabilidade e compensação de assimetria de empuxo. A filosofia do projeto é: "informar ao piloto que o comando dado colocaria a aeronave fora de seu envelope operacional normal, mas a capacidade de fazê-lo não está excluída."

### Modo normal
No modo normal, os PFCs transmitem comandos do atuador para os ACEs, que os convertem em servo comandos analógicos. A funcionalidade completa é fornecida, incluindo todos os recursos aprimorados de desempenho, proteção de envelope e qualidade de condução. 

### Modo secundário
O modo secundário da Boeing é comparável à lei alternativa da Airbus, com os PFCs fornecendo comandos aos ACEs. No entanto, a funcionalidade do EFCS é reduzida, incluindo a perda da proteção do envelope de voo. Como o sistema Airbus, este estado é inserido quando uma série de falhas ocorre no EFCS ou sistemas de interface (como, por exemplo,no ADIRU ou SAARU).